# 寺地 (新潟市)
寺地（てらじ）は、新潟県新潟市西区の町字。郵便番号は950-1104。

## 概要
1889年（明治22年）から現在までの大字。信濃川と西川の合流地点付近に位置する。もとは1879年（明治12年）から1889年（明治22年）まであった寺地村の区域の一部。

### 隣接する町字
北から東回り順に、以下の町字と隣接する。
- 小新
- 山田
- ときめき西
- 立仏

## 歴史
1699年（元禄12年）の資料には1649年（慶安2年）の開発とあり、1879年（明治12年）に鳥原村から分村したとされる。

### 分立した町字
1889年（明治22年）以後に、以下の町字が分立。
ときめき東（ときめきひがし）
1996年（平成8年）に分立した町字。地名は信濃川に架かる北陸自動車道ときめき橋による。
ときめき西（ときめきにし）
1996年（平成8年）に分立した町字。地名は信濃川に架かる北陸自動車道ときめき橋による。

### 年表
- 1889年（明治22年）4月1日 : 合併により鳥原村の大字となる。
- 1901年（明治34年）11月1日 : 合併により黒埼村の大字となる。
- 1973年（昭和48年）2月1日 : 黒埼村が町制施行し、黒埼町の大字となる。
- 2001年（平成13年）1月1日 : 合併により新潟市の大字となる。
- 2007年（平成19年）4月1日 : 新潟市の政令指定都市移行により、西区の大字となる。

## 世帯数と人口
2018年（平成30年）1月31日現在の世帯数と人口は以下の通りである。
| 大字 | 世帯数  | 人口    |
| ---- | ------- | ------- |
| 寺地 | 947世帯 | 2,283人 |

## 小・中学校の学区
市立小・中学校に通う場合、学区は以下の通りとなる。
| 番地 | 小学校             | 中学校             |
| ---- | ------------------ | ------------------ |
| 全域 | 新潟市立立仏小学校 | 新潟市立黒埼中学校 |

- 寺地は、申請により新潟市立小針中学校へ就学できる地域。

## 主な企業・施設
- 済生会新潟第二病院
- 寺地団地簡易郵便局

## 交通

### 鉄道
新潟交通電車線（廃止）
- 寺地駅

### バス
新潟交通路線バス
- 郊外線（大野・白根方面）
  - 寺地西停留所 - 済生会第二病院前停留所 - 寺地西団地前停留所 - 西部営業所停留所
    - 800 大野線 平島・ふるさと村経由
    - 802 大野線 平島・ときめき経由